# إميل غروس
إميل غروس (بالإنجليزية: Emil Gross)‏ هو لاعب كرة قاعدة أمريكي، ولد في 4 مارس 1858 في شيكاغو في الولايات المتحدة، وتوفي في 24 أغسطس 1921 في إيغل ريفر في الولايات المتحدة.